# Tawny Cypress
Tawny Cypress (Point Pleasant, New Jersey, 1976. augusztus 8. –) amerikai színésznő,  egy magyar–német anya és egy afro-amerikai és őslakos indián örökséggel is rendelkező apa második gyermeke. Bátyja, Toby Cypress képregényrajzoló művész.
Szorgalmas diákként először a Bostoni Egyetemen tanult tovább, majd a Westminster Choir College következett Princetonban, míg végül bejutott a Rutgers Egyetem elismert Mason Gross School of the Arts intézményébe. Ezután egyik tanárnője tanácsára a New York-i William Esper Studio-ban is tovább képezte magát.
Első filmszerepét 1999-ben kapta meg a Stalker Guilt Syndrome című filmben. 2000-ben az NYPD Blue-beli vendégszereplése hatására kapta meg az Ősz New Yorkban egyik mellékszerepét, amelyben Richard Gere és Winona Ryder mellett játszhatott.
Cypress karrierje ennek ellenére inkább a televízióban folytatódott. 2001-ben kapta meg első televíziós főszerepét a 100 Centre Street című jogi drámában. Később Sharon Burns helyettes kerületi ügyész visszatérő szerepével folytatta a Harmadik műszakban. 2005-ig csak vendégszerepei voltak. Ekkor megkapta a Jonny Zero című dráma egyik főszerepét, de a műsor az évad legkevésbé nézett sorozata lett a Fox csatornán.
2006-ban Oliver Stone World Trade Center című filmjében kapott egy mellékszerepet. Ezután megkapta eddigi leginkább ismert főszerepét a Hősök című sorozatban, ahol Simone Deveaux műtárgykereskedőt alakítja, aki különleges képességű emberekkel kerül kapcsolatba. Cypress először Niki Sanders szerepéért vett részt a meghallgatáson. Végül Tim Kringnek, a sorozat megalkotójának annyira tetszett az előadása, hogy az eredetileg fehér nőnek kitalált Simone szerepét adta neki.